# City of Chester (circonscription britannique)
Pour les articles homonymes, voir City of Chester.

La circonscription dans le Cheshire.

City of Chester est une ancienne circonscription électorale anglaise située dans le Cheshire, représentée à la Chambre des communes du Parlement britannique. Elle couvrait la ville de Chester et une partie de Cheshire West and Chester. Créée en 1885, elle est supprimée en 2024.